# Европейски път E24
Европейски път Е24 е европейски автомобилен маршрут от категория А въвВеликобритания, свързващ градовете Бирмингам и Ипсуич. Дължината на маршрута е 254 km.
Маршрутът на Е24 преминава през градовете Ковънтри, Ръгби, Кетъринг, Кеймбридж и Бъри Сейнт Едмъндс.
Е24 е свързан с пътищата E05 и E30.